# 中村利次
中村 利次（なかむら としつぐ、1917年（大正6年）3月3日 - 1980年（昭和55年）9月1日）は、昭和期の労働運動家、政治家。参議院議員（2期）。位階は従四位、勲等は勲二等。

## 経歴
長崎県南高来郡南有馬町で、船員の家の4人兄姉の末子として生まれた。1934年（昭和9年）長崎県立島原中学校卒業。
1938年に上京し、京王電気軌道入社。1942年、太平洋戦争の勃発にともなう配電統制令により、電力供給事業を関東配電（いわゆる国策会社）に譲渡したため会社を移る。徴兵され大村連隊に入隊し、日中戦争に従軍し戦傷を受けて日本に帰還し、広島の陸軍病院に入院した。
戦後、労働運動に加わり、1946年（昭和21年）電産都支部変電分会組織部長に就任。1951年、関東配電と日本発送電を再編して、東京電力が創立されたため会社を移る。全国電力労働組合連合会副会長を経て、1969年、東京電力労働組合中央執行委員長就任。その他、電労連政治活動委員会参与、関東地方電労協会長、民社党電力政策特別委員長などを務めた。
1971年（昭和46年）6月の第9回参議院議員通常選挙で全国区に民社党から立候補して初当選。1977年（昭和52年）7月、第11回通常選挙でも再選され、参議院議員に連続2期在任した。この間、1979年、民社党統制委員となり、参議院民社党国会対策副委員長などを務めた。
議員在職中の1980年9月1日、肺がんのため、東京都新宿区の東京電力病院において死去した。63歳没。同月5日、特旨を以て位記を追賜され、死没日付をもって勲八等から従四位勲二等に叙され、瑞宝章を追贈された。哀悼演説は同月29日、参議院本会議で中村太郎により行われた。

## 人物
- 1980年3月時点では禁煙をしていたが、かつてはヘビースモーカーであった[9]。